# Grande Prêmio da Itália de 1954
Resultados do Grande Prêmio da Itália de Fórmula 1 realizado em Monza à 5 de setembro de 1954. Oitava e penúltima etapa da temporada, nela a vitória coube ao argentino Juan Manuel Fangio.

## Classificação da prova
| Pos. | Nº | Piloto                                 | Construtor | Voltas | Tempo/Diferença    | Grid | Pontos |
| ---- | -- | -------------------------------------- | ---------- | ------ | ------------------ | ---- | ------ |
| 1    | 16 | Juan Manuel Fangio                     | Mercedes   | 80     | 2:47:47.9          | 1    | 8      |
| 2    | 40 | Mike Hawthorn                          | Ferrari    | 79     | + 1 volta          | 7    | 6      |
| 3    | 38 | Umberto Maglioli José Froilán González | Ferrari    | 78     | + 2 voltas         | 13   | 2 3    |
| 4    | 12 | Hans Herrmann                          | Mercedes   | 77     | + 3 voltas         | 8    | 3      |
| 5    | 30 | Maurice Trintignant                    | Ferrari    | 75     | + 5 voltas         | 11   | 2      |
| 6    | 42 | Fred Wacker                            | Gordini    | 75     | + 5 voltas         | 18   |        |
| 7    | 10 | Peter Collins                          | Vanwall    | 75     | + 5 voltas         | 16   |        |
| 8    | 26 | Louis Rosier                           | Maserati   | 74     | + 6 voltas         | 20   |        |
| 9    | 18 | Sergio Mantovani                       | Maserati   | 74     | + 6 voltas         | 9    |        |
| 10   | 28 | Stirling Moss                          | Maserati   | 71     | + 9 voltas         | 3    |        |
| 11   | 8  | Jorge Daponte                          | Maserati   | 70     | + 10 voltas        | 19   |        |
| Ret  | 34 | Alberto Ascari                         | Ferrari    | 48     | Motor              | 2    |        |
| Ret  | 22 | Luigi Villoresi                        | Maserati   | 42     | Embreagem          | 6    |        |
| Ret  | 14 | Karl Kling                             | Mercedes   | 36     | Acidente           | 4    |        |
| Ret  | 24 | Roberto Mieres                         | Maserati   | 34     | Suspensão          | 10   |        |
| Ret  | 20 | Luigi Musso                            | Maserati   | 32     | Transmissão        | 14   |        |
| Ret  | 32 | José Froilán González                  | Ferrari    | 16     | Câmbio             | 5    |        |
| Ret  | 6  | Robert Manzon                          | Ferrari    | 16     | Motor              | 15   |        |
| Ret  | 46 | Clemar Bucci                           | Gordini    | 13     | Transmissão        | 17   |        |
| Ret  | 44 | Jean Behra                             | Gordini    | 2      | Motor              | 12   |        |
| DNQ  | 20 | Giovanni de Riu                        | Maserati   |        | Não se classificou | 21   |        |

## Tabela do campeonato após a corrida
Classificação do mundial de pilotos
|  | Pos. | Piloto                | Pontos           |
|  | ---- | --------------------- | ---------------- |
|  | 1    | Juan Manuel Fangio    | 42 (53 1⁄7)      |
|  | 2    | José Froilán González | 25 1⁄7 (26 9⁄14) |
|  | 3    | Maurice Trintignant   | 17               |
|  | 4    | Mike Hawthorn         | 16 9⁄14          |
|  | 5    | Karl Kling            | 10               |

- Nota: Somente as primeiras cinco posições estão listadas. Entre 1954 e 1957 apenas os cinco melhores resultados dentre os pilotos eram computados visando o título e no presente caso o campeão da temporada surge grafado em negrito.